# Hallonskål
Hallonskål (Brunnipila clandestina) är en svampart som först beskrevs av Pierre Bulliard (v. 1742–1793), och fick sitt nu gällande namn av Baral 1985. Hallonskål ingår i släktet Brunnipila och familjen Hyaloscyphaceae.  Arten är reproducerande i Sverige. Inga underarter finns listade i Catalogue of Life.